# 布博恩
布博恩是德国莱茵兰-普法尔茨州的一个市镇。总面积2.86平方公里，总人口153人，其中男性93人，女性60人（2011年12月31日），人口密度53人/平方公里。